# Houlgate
Houlgate – miejscowość i gmina we Francji, w regionie Normandia, w departamencie Calvados.
Według danych na rok 1990 gminę zamieszkiwały 1654 osoby, a gęstość zaludnienia wynosiła 353 osoby/km² (wśród 1815 gmin Dolnej Normandii Houlgate plasuje się na 126. miejscu pod względem liczby ludności, natomiast pod względem powierzchni na miejscu 909.).

## Sport
- AS Villers-Houlgate – klub piłkarski (od 1906 do 2016 pod nazwą US Houlgate)